# Makoto Kobajaši (fizik)
Makoto Kobajaši [makóto kobajáši] (japonsko 小林 誠 Kobayashi Makoto), japonski fizik, * 7. april 1944, Nagoja, Japonska.
Kobajaši je znan po svojem teoretičnem delu o kršitvi invariantnosti diskretne simetrije CP pri šibkih interakcijah med osnovnimi delci, ki ga je opravil skupaj z Maskavo. Članek »CP Violation in the Renormalizable Theory of Weak Interaction«, ki sta ga objavila leta 1973, je bil leta 2007 tretji najbolj navedeni članek vseh časov na področju fizike osnovnih delcev .
Rezultat njunega dela je matrika CKM, ki določa parametre mešanja med kvarki. Matrika CKM je napovedala obstoj najmanj treh generacij kvarkov v naravi, ob času njenega nastanka pa sta bili znani le dve. Kvarka tretje generacije sta bila odkrita leta 1977 (spodnji) in 1995 (zgornji kvark). Njuno teorijo so dokončno potrdile meritve kršitve simetrije CP pri razpadih mezonov B, ki sta jih izvedli mednarodni znanstveni kolaboraciji Belle na Japonskem in BaBar v ZDA. 
Leta 2008 sta skupaj z Maskavo prejela vsak četrtino Nobelove nagrade za fiziko za odkrtje izvora kršitve simetrije CP pri elektrošibkih interakcijah, ki napoveduje obstoj najmanj treh družin kvarkov v naravi«; polovico nagrade pa je prejel Nambu za »odkritje mehanizma spontanega zloma simetrije v fiziki osnovnih delcev.«